# Trichomyia edwardsi
Trichomyia edwardsi är en tvåvingeart som beskrevs av Tonnoir 1929. Trichomyia edwardsi ingår i släktet Trichomyia och familjen fjärilsmyggor. Inga underarter finns listade i Catalogue of Life.